# Futbol a Àustria

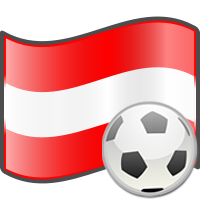

El futbol és un dels esports més seguits i practicats a Àustria.

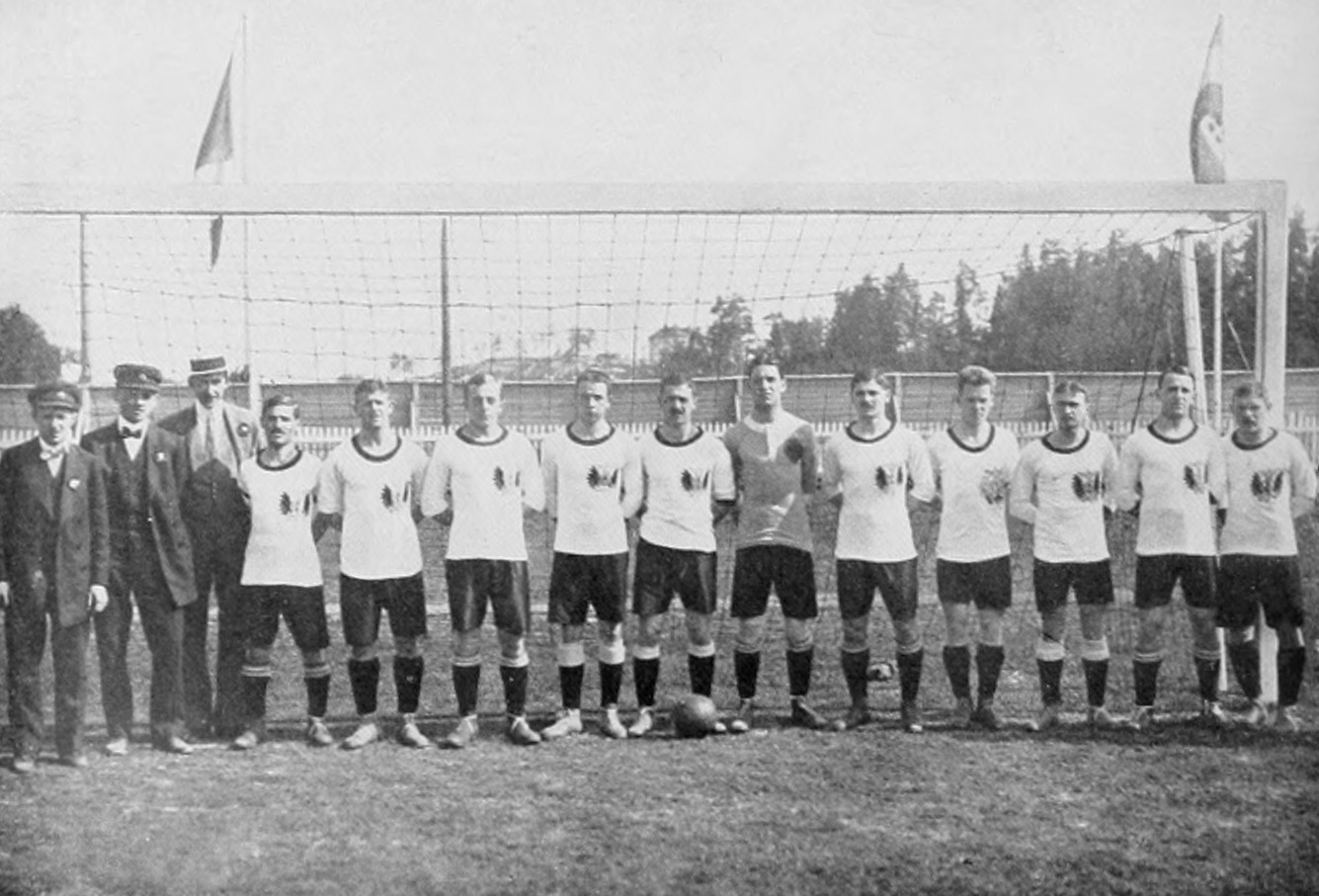
Selecció d'Àustria als Jocs Olímpics de 1912.

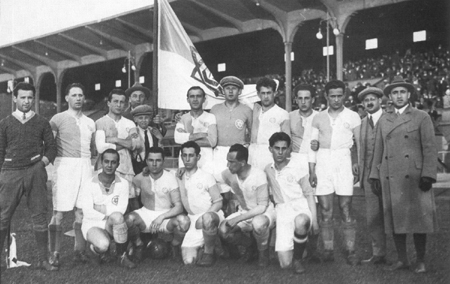
Hakoah Vienna el 1925.

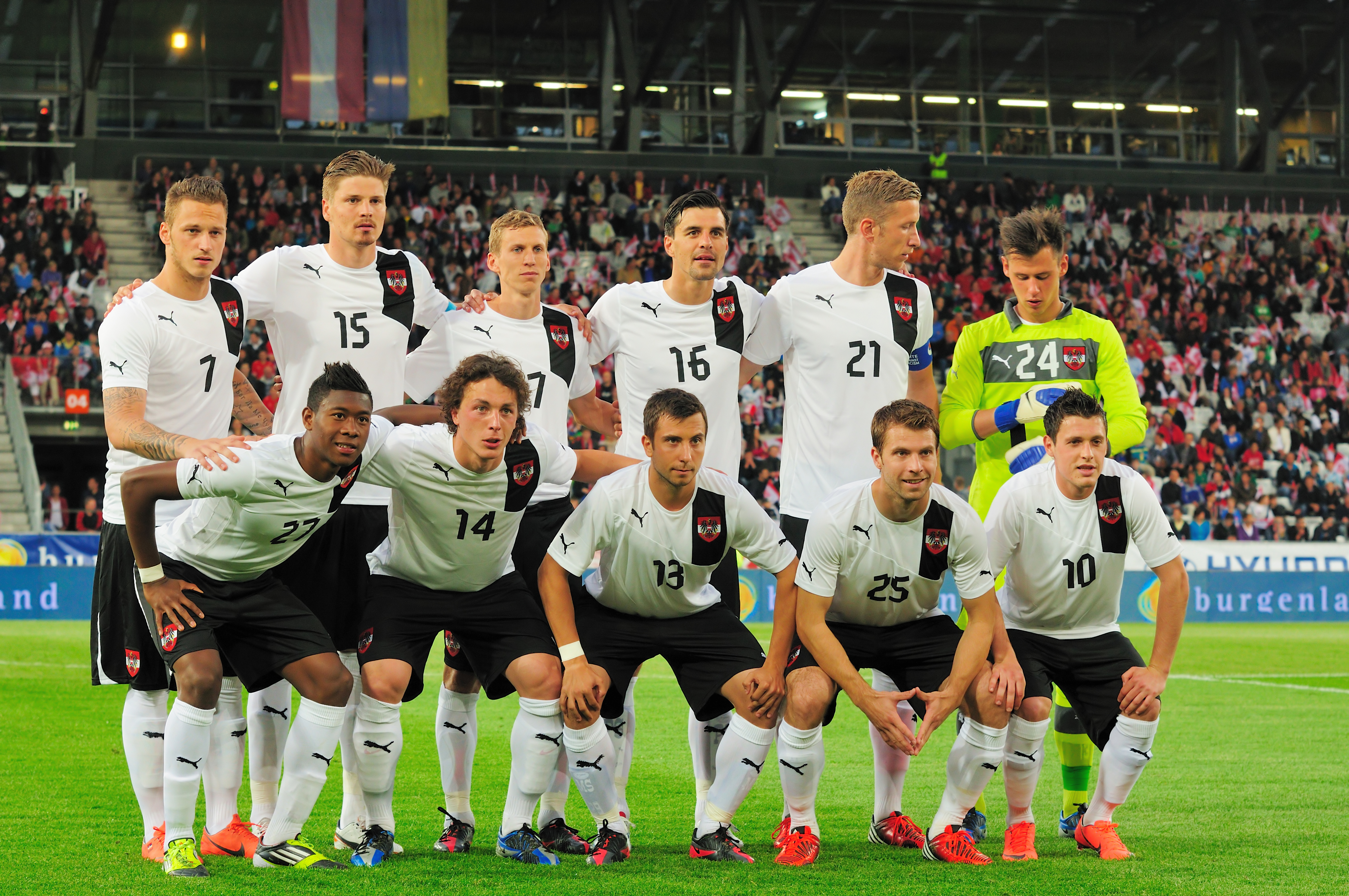
Selecció d'Àustria el 2012.

## Història
El futbol comença a desenvolupar-se a Àustria a la ciutat de Viena. Vers l'any 1896 ja hi havia set clubs que solien jugar entre ells. Els primers clubs fundats a la ciutat foren el First Vienna Football Club i el Vienna Cricket and Football-Club (fundat per John Gramlick) creats el 22 i el 23 d'agost de 1894, respectivament.
A Viena el futbol es desenvolupa molt ràpidament i ben aviat aparegueren gran quantitat de club, entre ells, WAC-Wiener Athletiksport Club (14-8-1896, que creà la secció de futbol un any més tard, posteriorment anomenat WAC Schwarz-Rot), Rasenspielclub Training (1896), Deutsch-Österreichischer Turnverein (1897, el 1898 se separà la secció de futbol formant el Wiener Fussballklub von 98), Athletic-Club Victoria (1898, fusionat més tard amb FAC), Erster ASK (1898), FAC Vorwärts (1898), Deutsche Jungmannschaft Währing (1900), SC Hakoah (1901), SV Rennweg (1901), Rudolfshügel FC (1902-1935), SK Slovan (1902 més tard SK Slovan-Hütteldorfer AC), FC Stadlau (1903), Floridsdorfer AC (1904), ASV Hertha (1904-1931), SK Admira (1905), Sieveringen AC (1905, més tard Fortuna 05), Brigittenauer SC (1905), FC Olympia (1906), SK Favoritner Vorwärts (1906), Wiener Sport-Club (fundat el 24-2-1883, la secció de futbol nasqué el 1907), SC Wacker (1908), SC Columbia (1908), SC Apollo (1908), Wiener Association FC (1910), Wiener Amateur SportVerein (1910), Kegelklub Favoriten (1910 més tard Favoritner AC), SV Donau (1910), ASK Graphia Wien (1910), SC Nicholson (1913-1974 més tard FC Wien).
A la resta del país els primers clubs importants foren: ATRV Graz (1894), FK Baden (1897-1898), Verein Internationaler Sportplatz Baden (1899), Graphia Schwechat (1899, fusionat el 1906 amb Germania Schwechat), ASK Herzogenburg (1899), Grazer Athletik-Klub (1902), Fußball Innsbruck (1905), FC Lustenau (1907), Stockerauer SV (1907), Linzer SK (1908), 1. Wiener-Neustadter SC (1908), SK Sturm Graz (1909), SV Mödling (1911).
L'any 1897, el president del Cricketer donà la Copa Challenge, establint una competició oberta a tots els clubs de futbol de l'Imperi Austrohongarès, on destacaven els clubs de Viena, Budapest i Praga. El Cricket guanyà el primer campionat el 1989, seguit del First Vienna, que guanyà les competicions del 1899 i 1900. El 1901 es creà una nova competició, la Copa Tagblatt, organitzada pel diari Neues Wiener Tagblatt i oberta a clubs de Viena. El campionat austríac de futbol s'inicià el 1911 organitzat per la FA de Niederösterreich primer i per la Wiener Fussball-Verband des de 1923. Aquest ens organitzà la primera lliga professional de l'Europa Continental el 1924/25.
La Federació Austríaca de Futbol (ÖFB, Österreichischer Fußball-Bund va ser fundada l'any 1904 i aquell mateix any ingressà a la FIFA. La selecció de futbol d'Àustria esdevingué una de les més potents del continent europeu durant els anys 30 dirigit per Hugo Meisl a la banqueta i Matthias Sindelar al terreny de joc. Aquest equip va rebre el sobrenom de Wunderteam (l'equip meravella).

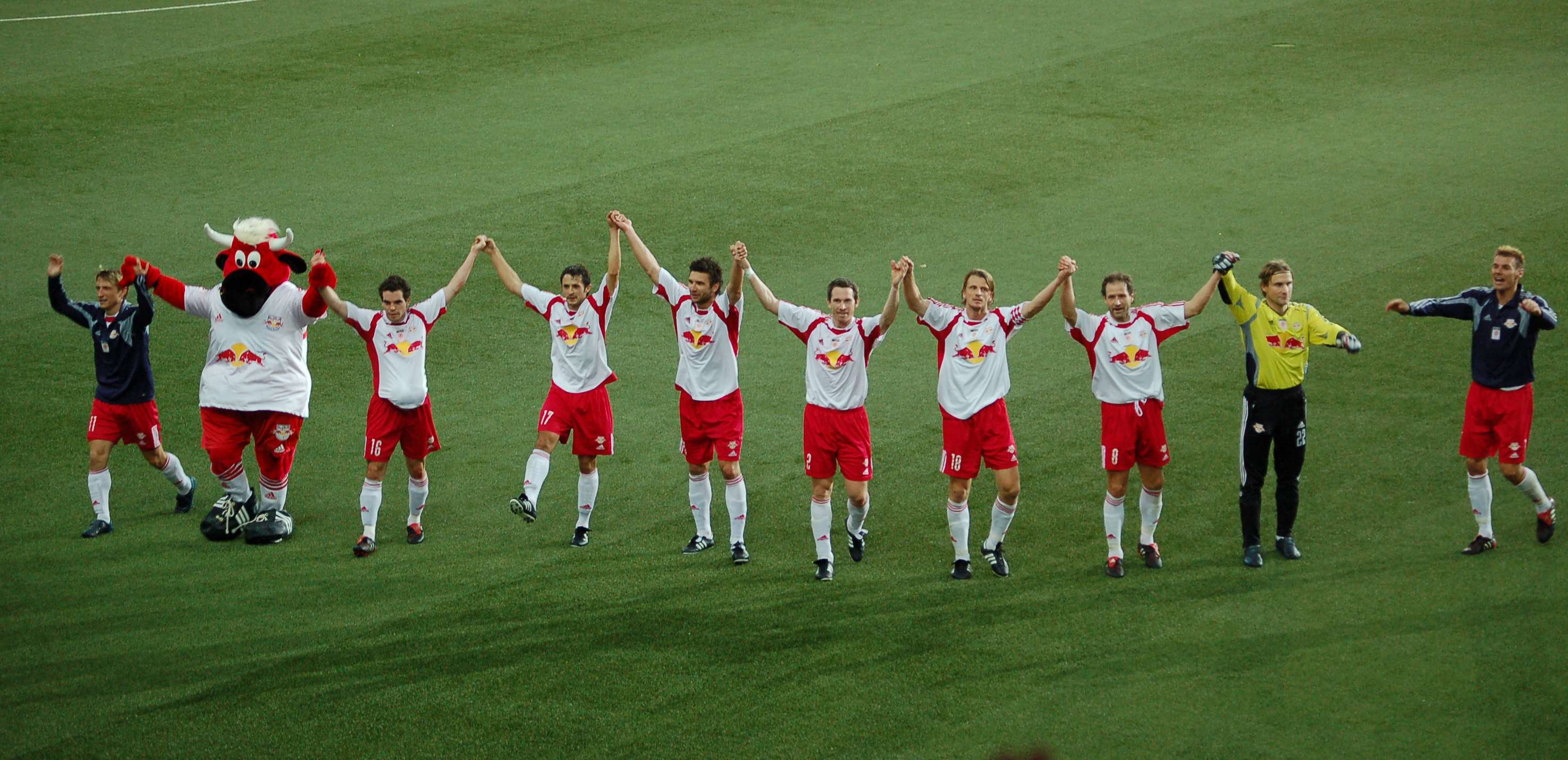
Red Bull Salzburg el 2005.

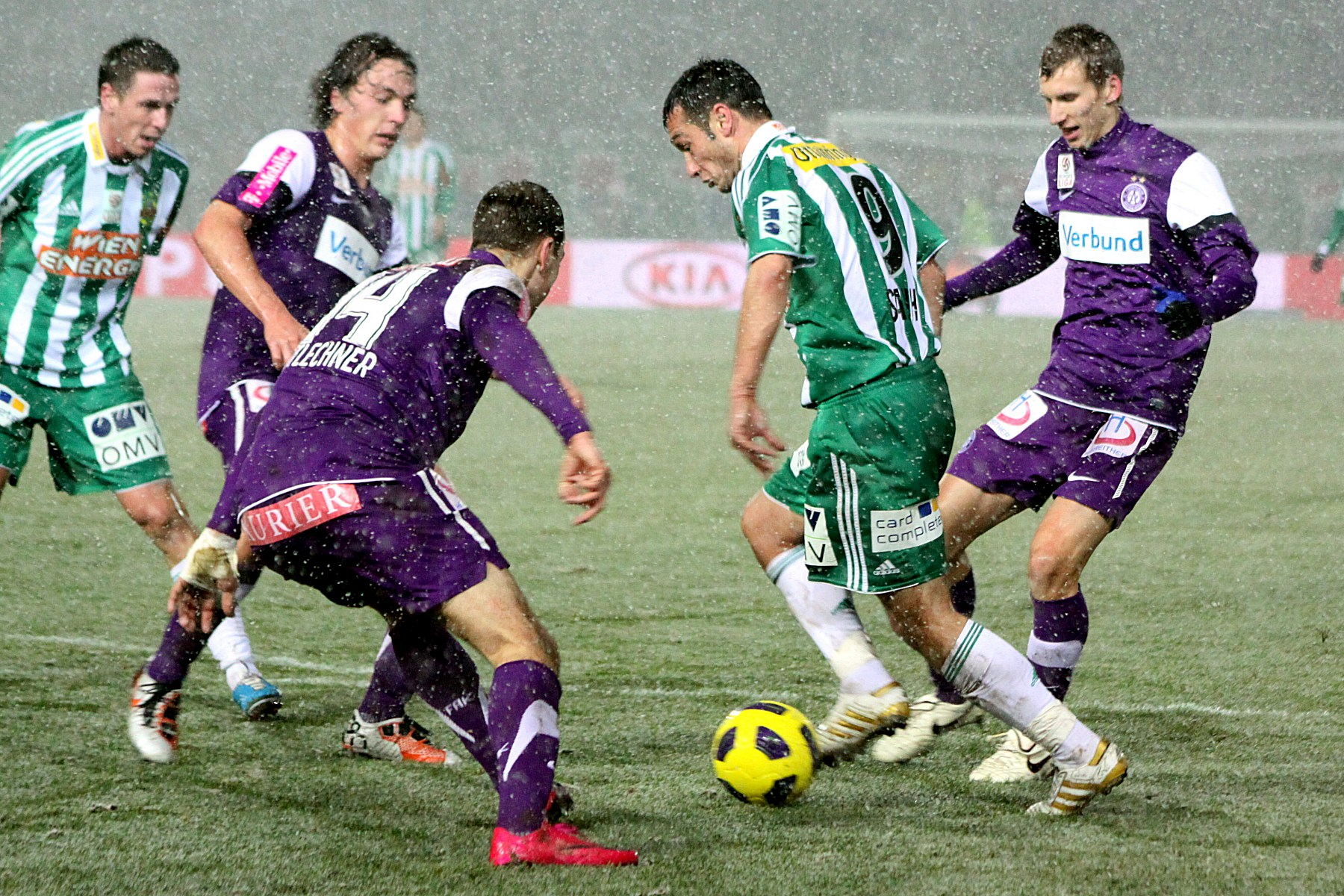
Derbi de Viena: Rapid vs Austria el 2010.

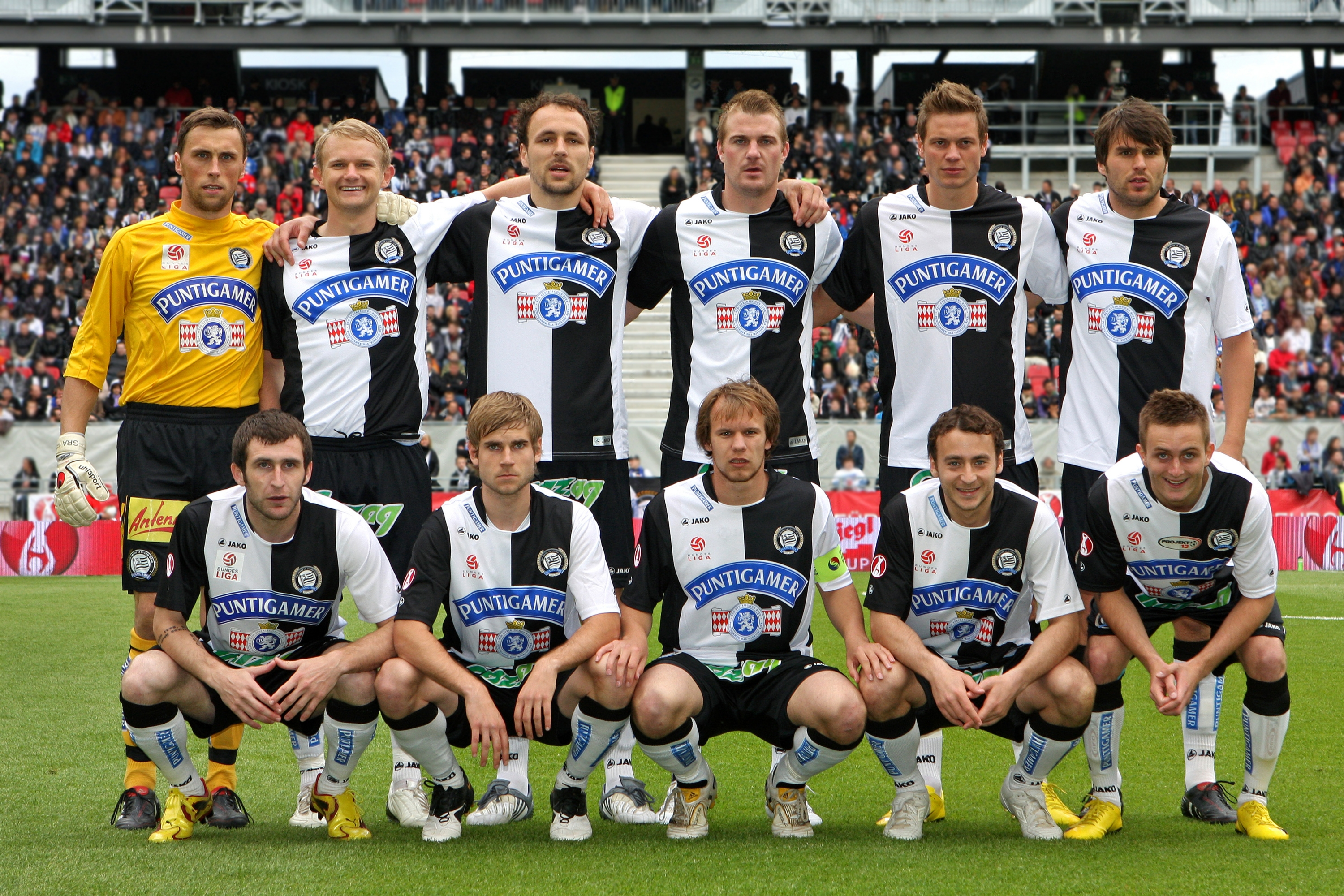
Sturm Graz el 2010.

## Estructura actual
El primer nivell de la lliga austríaca és la Bundesliga. Està formada per 10 equips. El segon nivell és la Primera Divisió (Erste Liga), formada per 12 equips la temporada 2006/07. El tercer nivell són les lligues regionals (Regionalliga), dividida en tres grup per criteris geogràfics Est (Regionalliga Ost), Central (Regionalliga Mitte) i Oest (Regionalliga West). El quart nivell està formada per les lligues estatals (Landesliga).
El campió de la Bundesliga es classifica per la Lliga de Campions. El segon classificat es classifica per la Copa de la UEFA.

## Competicions
- Lliga austríaca de futbol
- Copa austríaca de futbol
- Supercopa austríaca de futbol desapareguda
- Copa Tagblatt desapareguda
- Campionat d'Àustria amateur desaparegut
- Copa Challenge desapareguda

## Principals clubs
- Sport Klub Rapid Wien (Viena)
- Fussball Klub Austria Wien (Viena)
- First Vienna Football Club 1894 (Viena)
- Wiener Sport-Club (Viena)
- Fußballclub Wacker Innsbruck (Innsbruck)
- Fußballclub Wacker Innsbruck (1915) (Innsbruck) (†)
- VfB Admira Wacker Mödling (Mödling)
- Football Club Red Bull Salzburg (Salzburg)
- SV Austria Salzburg (Salzburg)
- Sportklub Sturm Graz (Graz)
- Grazer Athletik-Klub (Graz)
- LASK Linz (Linz)
- SportVereinigung Ried (Ried im Innkreis)
- FC Kärnten (Klagenfurt)

## Jugadors destacats
Fonts:
Des de 1900
- Jan Studnicka

Des de 1910
- Josef Brandstätter
- Ferdinand Swatosch

Des de 1920
- Rudolf 'Rudi' Hiden
- Josef 'Pepi' Blum
- Karl Rainer
- Friedrich Gschweidl
- Adolf Vogl
- Ferdinand Wesely
- Johann 'Hans' Horvath

Des de 1930
- Rudolf Raftl
- Karl Sesta
- Karl Adamek
- Walter Nausch
- Josef Smistik
- Franz Wagner
- Josef Stroh
- Josef 'Pepi' Bican
- Matthias Sindelar
- Franz 'Bimbo' Binder
- Anton 'Toni' Schall
- Karl Zischek
- Heinrich 'Henri' Hiltl

Des de 1940
- Wilhelm Hahnemann
- Camillo Jerusalem
- Karl Decker
- Ernst Melchior

Des de 1950
- Walter Zeman
- Ernst Happel
- Gerhard Hanappi
- Ernst Ocwirk
- Karl Koller
- Theodor Wagner
- Ernst Stojaspal
- Robert Dienst
- Erich Probst
- Alfred Körner II
- Robert Körner I

Des de 1960
- Franz Swoboda
- Helmut Senekowitsch
- Erich Hof

Des de 1970
- Friedrich 'Friedl' Koncilia
- Robert Sara
- Kurt Jara
- Herbert Prohaska
- Johan 'Hansi' Krankl

Des de 1980
- Bruno Pezzey
- Anton Polster
- Erich Obermayer
- Walter Schachner
- Heribert Weber

Des de 1990
- Andreas Herzog
- Andreas Ogris
- Wolfgang Feiersinger
- Anton Pfeffer

Des de 2000
- Harald Cerny
- Ivica Vastić

Des de 2010
- David Alaba

## Principals estadis
- Estadi Ernst-Happel (Viena)
- Estadi Gerhard Hanappi (Viena)
- Estadi Salzburg (Salzburg)
- Estadi der Stadt Linz (Linz)
- Estadi Tivoli (Innsbruck)

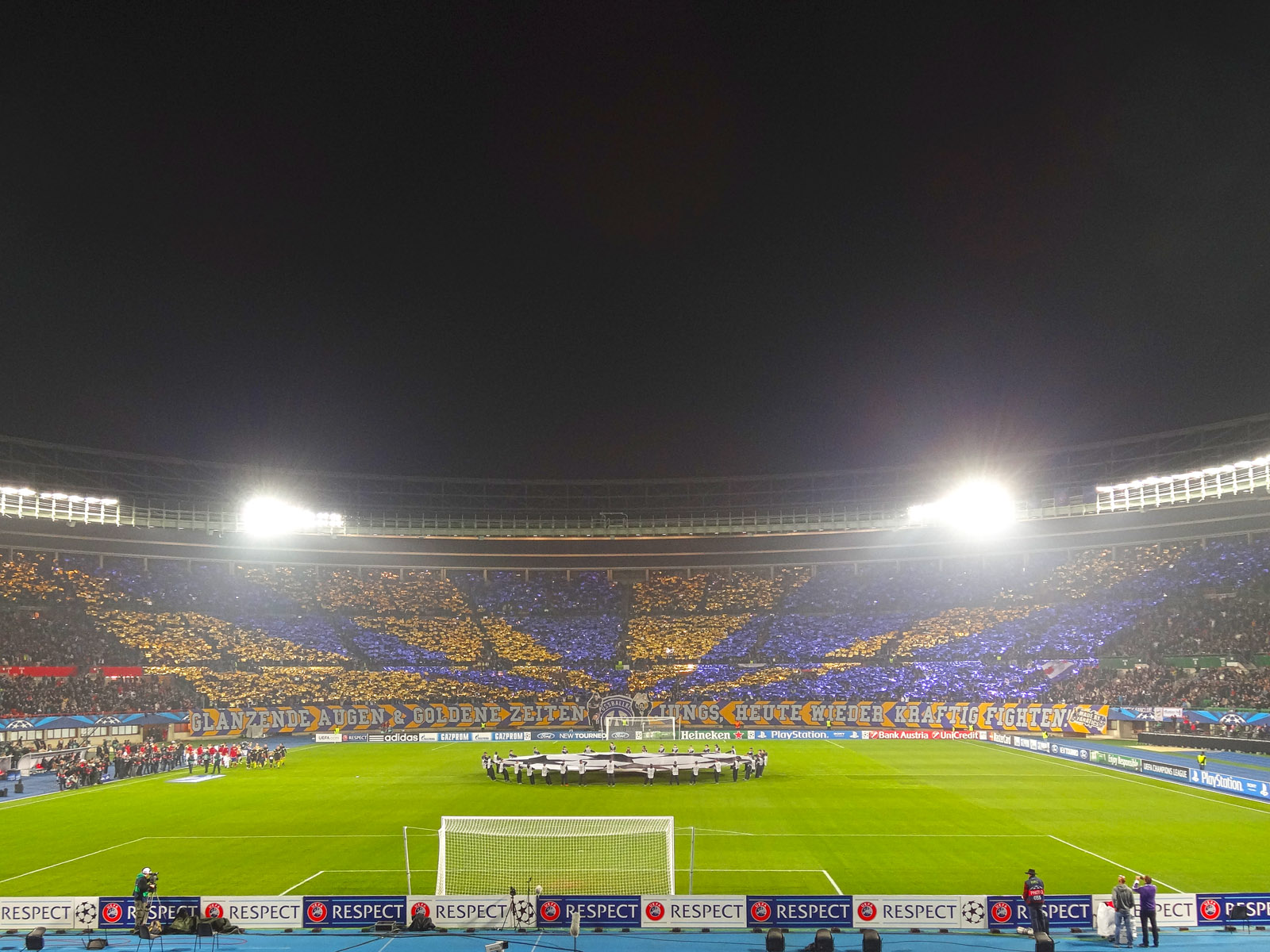
Estadi Ernst-Happel.

- UPC Arena (Estadi Liebenau) (Graz)